# 傷鏢鱸
傷鏢鱸為輻鰭魚綱鱸形目鱸亞目河鱸科鏢鱸屬的其中一種，分布於美國田納西河等流域，體長可達8公分，棲息在沙底質的溪流。